# Live Undead
Albums de Slayer
Haunting the Chapel
(1984) Hell Awaits
(1985)
Live Undead est le premier album live de Slayer. Il est sorti en 1984, peu de temps après les débuts du groupe.

## Liste des morceaux
1. Black Magic - 3:57
2. Die by the Sword - 4:03
3. Captor of Sin - 3:32
4. The Antichrist - 3:13
5. Evil Has No Boundaries - 2:58
6. Show No Mercy - 3:02
7. Agressive Perfector - 2:29

## Musiciens
- Tom Araya - chant, basse
- Jeff Hanneman - guitare
- Kerry King - guitare
- Dave Lombardo - batterie